# Stilpnia larvata
La tangara cabecidorada (Stilpnia larvata), también denominada tangara capuchidorada (en Nicaragua, Panamá y Costa Rica), tángara careto dorado, tangara capucha dorada (en México) o tangará collareja (en Colombia), es una especie de ave paseriforme de la familia Thraupidae, perteneciente al  género Stilpnia, anteriormente situada en Tangara. Es nativa de la América tropical (Neotrópico), distribuida desde el sur de México, por América Central, hasta el noroeste de América del Sur.

## Distribución y hábitat
Se distribuye desde el sur de México (Oaxaca), hacia el sureste, por la pendiente caribeña de Guatemala, Belice, Honduras, Nicaragua, Costa Rica y Panamá, y por la pendiente del Pacífico de Costa Rica y Panamá; por el norte y oeste de Colombia, a occidente de los Andes, hasta el oeste de Ecuador (al sur hasta Los Ríos).
Esta especie es generalmente común en sus hábitat naturales: el dosel y los bordes de bosques tropicales densos; también en áreas semiabiertas, como claros de bosque, vegetación secundaria, plantaciones y jardines con mucha vegetación, desde el nivel del mar hasta los 1500 m de altitud.

## Descripción
Al llegar a la edad adulta miden en promedio 13 cm de longitud desde al pico hasta la cola, y pesan unos 19 g. El macho tiene la cabeza dorada con un antifaz negro delimitado por violeta en la parte de arriba y abajo. Las partes superiores del cuerpo son negras, excepto los hombros color azul turquesa, rabadilla y punta de las alas y cola. Los costados son azules y el centro del vientre es blanco. La hembra es similar al macho, pero con un matiz verdoso en la cabeza, a veces con algunas manchas negras en la corona, y con más cantidad de blanco en las partes inferiores. Los inmaduros son más opacos, con la cabeza verde, las partes superiores grises oscuras, las partes inferiores blancuzcas, y un poco de azul distribuido en el plumaje.

## Comportamiento
Estas aves viven en parejas o en grupos familiares, o bien forman parte de bandadas mixtas. Comen pequeños frutos e insectos.
El nido se construye en una bifurcación de las ramas de un árbol, o incluso en un manojo de bananas verdes. La puesta consiste de dos huevos blancos con manchas marrones.

## Sistemática

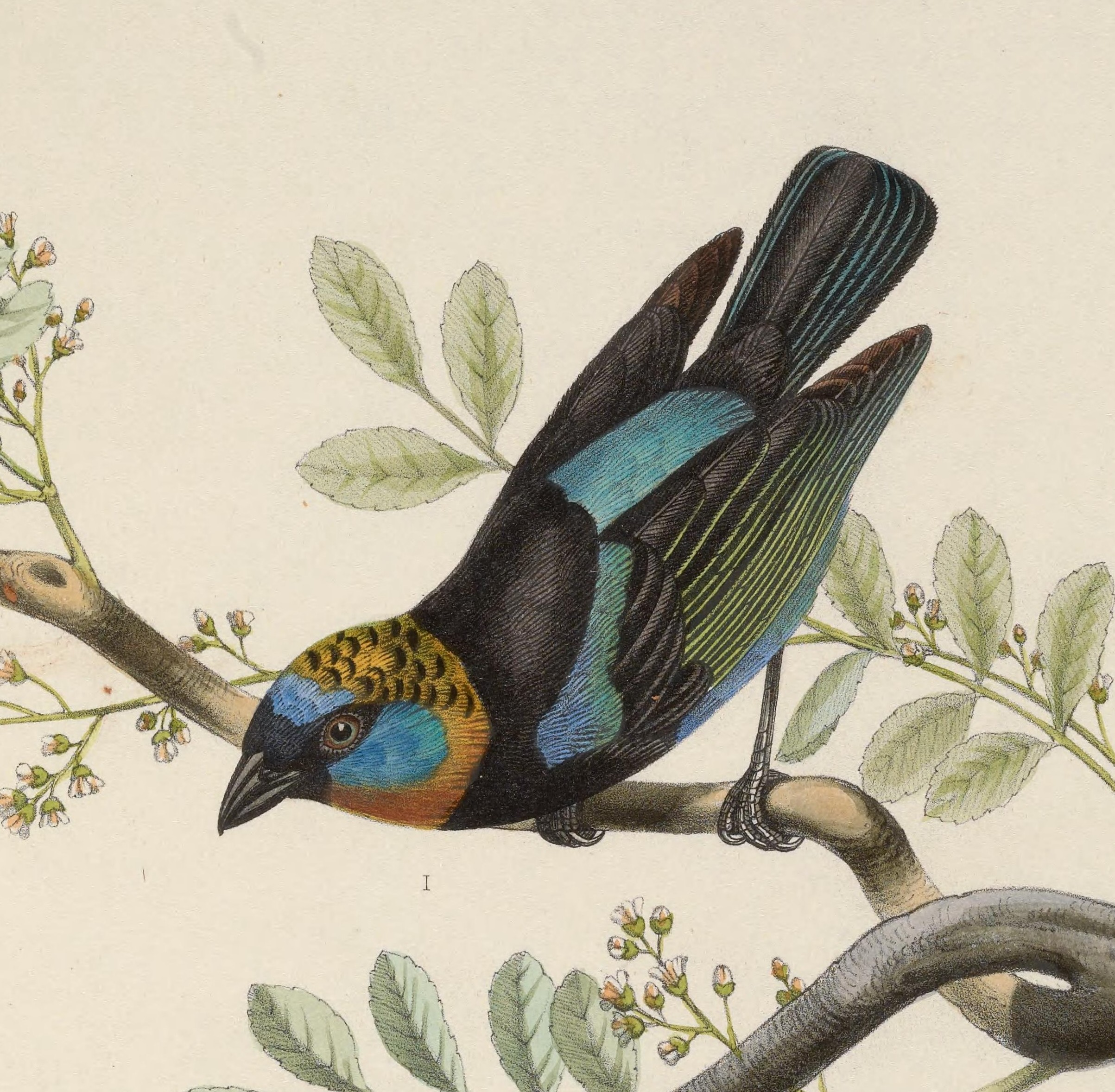
Aglaia fanny = Stilpnia larvata fanny, ilustración en Des Murs Iconographie ornithologique, 1849.

### Descripción original
La especie S. larvata fue descrita por primera vez por el ornitólogo belga Bernard du Bus de Gisignies en 1846 bajo el nombre científico Calliste larvata; su localidad tipo es: «Tabasco, México».

### Etimología
El nombre genérico femenino Stilpnia deriva de la palabra del idioma griego «στιλπνή», forma femenina para el adjetivo «brillante» o «reluciente», aludiendo al brillo que presenta el plumaje de estas especies; y el nombre de la especie «larvata» deriva del latín  «larvatus»: enmascarado.

### Taxonomía
La presente especie, junto a un grupo numeroso de trece otras especies, fueron tradicionalmente incluidas en un amplio género Tangara, hasta que varias estudios genéticos de la familia Thraupidae permitieron comprobar que formaban un clado separado del aquel género por lo que se propuso su separación en un nuevo género Stilpnia.
El Comité de Clasificación de Sudamérica (SACC), en la propuesta N.º 730 parte 20 reconoció el nuevo género, en lo que fue seguido por el Congreso Ornitológico Internacional (IOC) y Clements checklist/eBird. Otras clasificaciones como Aves del Mundo (HBW) y Birdlife International (BLI) optaron por mantener el género Tangara más ampliamente definido, con lo cual la presente especie conserva su nombre anterior: Tangara larvata.
Los amplios estudios filogenéticos recientes demuestran que la presente especie es hermana del par formado por Stilpnia cyanicollis y Stilpnia nigrocincta.

### Subespecies
Según las clasificaciones del IOC y Clements Checklist/eBird se reconocen cuatro subespecies, con su correspondiente distribución geográfica:
- Stilpnia larvata larvata (Du Bus de Gisignies), 1846 – desde el sur tropical de México (norte de Oaxaca y Tabasco) hasta el norte de Costa Rica.
- Stilpnia larvata centralis (Berlepsch), 1912 – pendiente caribeña de Costa Rica y oeste de Panamá.
- Stilpnia larvata franciscae (P.L. Sclater), 1856 – pendiente del Pacífico de Costa Rica y oeste de Panamá.
- Stilpnia larvata fanny (Lafresnaye), 1847 – pendiente del Pacífico de Panamá hasta Colombia y noroeste de Ecuador.